# Mont d’Or (Vallorbe)
Der Mont d’Or ist ein Berg im Juragebirge an der Grenze zwischen Frankreich und der Schweiz, dessen Gipfel auf 1463 m im französischen Département Doubs, unweit der Landesgrenze, nördlich der Schweizer Stadt Vallorbe liegt.
Die französischen Flächen am Mont d’Or liegen im Regionalen Naturpark Haut-Jura (frz. Parc naturel régional du Haut-Jura).

## Geografie
Der höchste Bergkamm des Mont d’Or ist rund 2,5 Kilometer lang und orientiert sich in Richtung Süd-Nord. Er liegt im Gebiet der Gemeinde Longevilles-Mont-d’Or. Der Südabhang des Mont d’Or mit dem Bergvorsprung von Pralioux gehört zur Schweiz und befindet sich im Gebiet von Vallorbe.
Begrenzt wird der Berg im Osten vom Tal der Jougnena und im Süden vom Talkessel von Vallorbe, der von der Orbe durchflossen wird, während nach Westen ein breiter Bergrücken zum Risoux absinkt und gegen Norden, durch einen Sattel (der tiefste Punkt liegt etwas unter 1350 m) vom Mont d’Or-Gipfel getrennt, der Berg Morond anschliesst. Über das Bergmassiv verläuft die Wasserscheide zwischen den Einzugsgebieten von Rhein und Rhone. Mit gegen Osten gerichteten, bis zu 200 Meter hohen Felswänden (französisch Falaises) bricht das Gipfelplateau ab.
Auf den Schutthalden am Fuß der Felswand, im Gebiet der französischen Gemeinde Jougne, hat sich eine charakteristische Pioniervegetation entwickelt. Auf den Geländeterrassen am Südhang des Berges liegen ausgedehnte Trockenwiesen, von denen einige Bereiche bei Pralioux Dessous im Bundesinventar der Trockenwiesen und -weiden von nationaler Bedeutung aufgeführt sind.

## Geologie
Das Kalkgestein, aus dem das Mont d’Or-Massiv aufgebaut ist, stammt aus marinen Sedimenten der oberen Jurazeit (Malmkalk). In strukturgeologischer Hinsicht bildet die Krete Mont d’Or-Morond die Abbruchkante der breiten Risoux-Antiklinale, die im Osten durch das tief eingeschnittene Tal der Jougnena unterbrochen ist. Dieses Tal verläuft entlang einer bedeutenden Blattverschiebung, einer Bruchlinie, die sich von Montricher bis nach Pontarlier quer durch den Jura zieht und dentlang derer der alte Verkehrsweg über den Bergpass Col de Jougne verläuft.

## Wirtschaft
Auf der Kuppe des Mont d’Or befindet sich ausgedehntes Weideland mit subalpiner Vegetation. Unterhalb von rund 1350 m beginnen die für den Jura typischen Pâturages boisés (Waldweiden). In der umliegenden Region werden die Käsesorten Vacherin Mont-d’Or auf Schweizer und Mont d’Or auf französischer Seite hergestellt.
Die steilen Berghänge sind dicht bewaldet.
Heute ist die Region des Mont d’Or ein beliebtes Sommerwander- und Wintersportgebiet. Mehrere Ski- und Sessellifte erschliessen den Osthang unterhalb der Falaises und den Nordwesthang des Berges.
Der Höhenrücken des Mont d’Or wird seit 1915 vom 6,1 km langen Tunnel du Mont d’Or der Bahnlinie Lausanne–Vallorbe–Dijon durchquert.